# Rittal
Die Rittal GmbH & Co. KG ist die Obergesellschaft der Rittal-Gruppe, eines Herstellers von Schaltschränken, Stromverteilungen, Klimatisierungen sowie der zugehörigen Software mit Sitz im
hessischen Herborn. Der Firmenname Rittal setzt sich aus dem Gründungsort Rittershausen im Dietzhölztal zusammen.
Rittal ist das größte Unternehmen der Friedhelm Loh Group. 
Das Unternehmen betreibt 9 Produktionsstätten und 65 Tochtergesellschaften. Die deutschen Produktionsstandorte sind Herborn, Rittershausen, Hof, Haiger (Industrie 4.0) und Ewersbach.

## Produkte

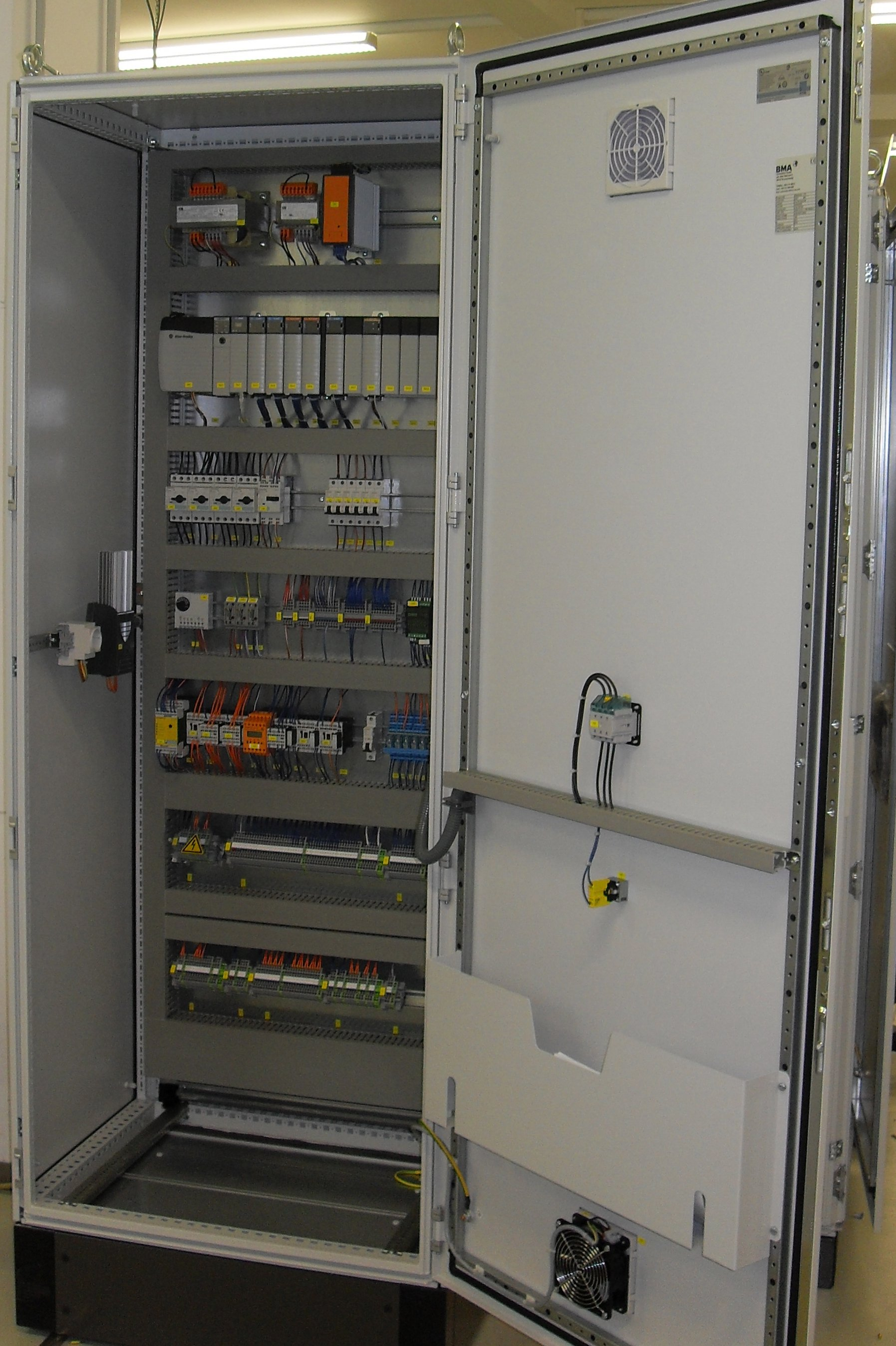
Typischer Schaltschrank von Rittal mit verschiedenen eingebauten Komponenten

Das Produkt-Portfolio umfasst Schaltschränke, Stromverteilung, Klimatisierung, IT-Infrastruktur und Software & Service. Im Zusammenspiel mit dem Schwesterunternehmen EPLAN digitalisiert Rittal die Prozesse der Kunden mit durchgängigen Daten vom Engineering über die Produktion bis hin zur Logistik und kaufmännischen Prozessen. Im Zentrum des digitalen Workflows steht der virtuelle Prototyp, der sämtliche Prozessschritte verbindet.
Hauptbranchen, in denen Lösungen von Rittal eingesetzt werden, sind:
- Elektrotechnik und Automation
- Erneuerbare Energien
- Informationstechnologie
- Infrastruktur
- Maschinenbau
- Nahrungs- und Genussmittelindustrie
- Prozessindustrie
- Verkehrstechnik
- Cooling für IT und Industrie

## Standorte
Rittal ist mit 65 Tochtergesellschaften weltweit vertreten. Das Vertriebsnetz umfasst 150 Vertriebs- und Logistikcenter.
Produziert wird in 9 Produktionsstätten, u. a.:
| Land                   | Standort           |
| ---------------------- | ------------------ |
| China                  | Shanghai           |
| Indien                 | Bangalore          |
| Italien                | Valeggio           |
| Niederlande            | Zevenaar           |
| Schweden               | Ängelholm          |
| Südkorea               | Seoul              |
| USA                    | Urbana, Schaumburg |
| Vereinigtes Königreich | Plymouth           |

Seit 2016 baut Rittal am Standort Haiger eines der weltweit modernsten Werke für die Produktion von Kompaktgehäusen. Basis der Konzeption ist die Einführung moderner Ablauf- und Produktionsprozesse von der Bestellung des Kunden bis zur Anlieferung beim Kunden. Das Werk startet 2018 in die vernetzte Produktion. Die Rittalwerke in Rittershausen und Hof werden ebenfalls auf die Standards von Industrie 4.0 ausgerichtet. Ein weiteres Werk entsteht in Dietzhölztal-Ewersbach.

## Auszeichnungen
- „Top 100 Innovator“: 2017 wurde Rittal mit dem Top 100 Innovator Preis ausgezeichnet, der die 100 innovativsten Unternehmen in Deutschland prämiert.

- „Top Employer“: Die Friedhelm Loh Group ist 2022 mit Rittal zum vierzehnten Mal in Folge mit dem Gütesiegel „Top Employer Deutschland“ vom Top Employers Institute ausgezeichnet worden. Das Gütesiegel steht für eine herausragende Qualität der Unternehmens- und Arbeitgeberkultur.[1]

- „Innovationspreis Deutsche Industrie“: Im Jahr 2015 zeichneten die Unternehmensberatung Staufen AG und Fachzeitschrift Produktion die Kühlgerätegeneration Blue e+ von Rittal mit dem Deutschen Innovationspreis für das beste Produkt des Jahres aus. Ausschlaggebend, so die Jury, waren die hohe Energieeffizienz der Geräte von bis zu 75 Prozent, eine Verringerung der CO2-Emissionen um 75 Prozent und die innovative Hybrid-Technologie der Geräte.

- „Fair Company“: Rittal ist mit dem Gütesiegel „Fair Company“ prämiert, das dem Institut einen fairen Umgang mit Praktikanten bescheinigt.[2]

- Weitere Auszeichnungen: Axia Award 2010 und 2012, Klimaschutzpreis des Hessischen Umweltministeriums, Innovationspreis der Initiative Mittelstand, Innovationspreis des Landes Rheinland-Pfalz, Siemens Award, Herstellerauszeichnung als Partner des Jahres der Meyer Werft u. a.

## Kritik
Die IG Metall wies im Jahr 2010 Rittal auf die Situation von Leiharbeitern hin. Der Konzern-Betriebsrat des Unternehmens nahm die Geschäftsführung und den Unternehmensinhaber Friedhelm Loh in Schutz und warf der IG Metall eine „Neiddebatte“ vor.
Im Frühjahr 2012 setzten sich Betriebsrat und Gewerkschaften für einen Haustarifvertrag bei Rittal ein. So kam es im Mai und Anfang Juni 2012 zu einigen Warnstreiks der Belegschaft.

## Sponsoring
Rittal ist Sponsor der HSG Wetzlar sowie diverser Fuß- und Handballvereine der Region. Das Unternehmen hat vom 1. März 2006 bis 1. Januar 2022 das Namenssponsoring der Mittelhessen-Arena in Wetzlar übernommen, die in dieser Zeit Rittal Arena Wetzlar hieß. Darüber hinaus war Rittal Premium Sponsor des Hessentags 2016 in Herborn.